# Karačići (gmina Rogatica)
Karačići (cyr. Карачићи) – wieś w Bośni i Hercegowinie, w Republice Serbskiej, w gminie Rogatica. W 2013 roku liczyła 5 mieszkańców.